# Keith Hamilton Cobb
Keith Hamilton Cobb, född 28 januari 1962 i North Tarrytown, New York (staden heter numera officiellt Sleepy Hollow), är en amerikansk skådespelare. Cobb har bland annat medverkat i TV-serien Andromeda samt i All My Children och Makt och begär.